# Reader's Digest
Reader's Digest és una revista mensual nord-americana amb seu a Nova York, fundada el 1922 per DeWitt Wallace i la seva esposa, Lila Bell Wallace. Forma part de Trusted Media Brands, antigament The Reader's Digest Association.
En format de butxaca i il·lustrada, publica articles originals, articles resumits o reimpresos d'altres revistes, resums de llibres, col·leccions d'acudits, anècdotes, cites i altres escrits breus. S'edita en 19 idiomes i té un tiratge d'uns 30 milions d'exemplars. El 1940 va aparèixer la primera edició en espanyol anomenada Selecciones.
També es publica en Braille, digital, àudio i en gran format anomenat Reader's Digest Large Print. La revista és compacta, amb les seves pàgines aproximadament la meitat de la mida de la majoria de revistes americanes. Per això, l'estiu de 2005, l'edició dels EUA va adoptar el lema "America in your pocket" (Amèrica a la teva butxaca). El gener de 2008, es va canviar a "Life well shared" (Vida ben compartida).

## Màrqueting
RDA ofereix molts productes per correu amb sorteigs o concursos. US Reader's Digest i les altres revistes nord-americanes de la companyia no utilitzen sortejos en les seves promocions per correu directe. L'empresa ha dut a terme un canvi notable al màrqueting directe electrònic per adaptar-se al canvi del panorama mediàtic.
L'any 2001, els fiscals generals de 32 estats estatunidencs van arribar a acords amb l'empresa i altres operadors de sorteigs per resoldre les denúncies que enganyaven la gent gran perquè compressin productes assegurant que així esdevenien "guanyadors garantits" d'una loteria. L'acord va obligar les empreses a ampliar la mida dels avisos que indicaven que no havien de comprar res per participar al sorteig.
L'edició britànica del Reader's Digest també ha estat criticada per l'Institut de normes comercials per abusar de les persones grans i vulnerables amb enviaments enganyosos que afirmen que el destinatari té garantit un gran premi en efectiu i els aconsella que no ho discuteixin amb ningú més. Després de la seva queixa, l'Autoritat d'Estàndards de Publicitat va dir que iniciarien una investigació. La investigació de l'ASA va confirmar la queixa l'any 2008, dictaminant que l'enviament del Reader's Digest era irresponsable i enganyós, especialment per a la gent gran, i havia incomplert tres clàusules del codi del Comitè de Pràctiques Publicitàries.

## Història

### Inici i creixement
El 1922, DeWitt Wallace va començar la revista mentre es recuperava de les ferides de metralla rebudes durant la Segona Guerra Mundial. Wallace va tenir la idea de reunir una mostra dels articles preferits sobre molts temes de diverses revistes mensuals, de vegades condensant-los i reescrivint-los, i combinar-los en una sola revista.
Des dels seus inicis, Reader's Digest ha mantingut una perspectiva conservadora i anticomunista sobre temes polítics i socials. Els Wallace inicialment esperaven que la revista pogués proporcionar 5.000 dòlars d'ingressos nets. L'avaluació de Wallace del que el públic potencial del mercat de masses volia llegir va provocar un creixement ràpid. El 1929, la revista tenia 290.000 subscriptors i uns ingressos bruts de 900.000 dòlars anuals. La primera edició internacional es va publicar al Regne Unit l'any 1938. En el 40è aniversari del Reader's Digest, tenia 40 edicions internacionals, en 13 idiomes i braille, i en un moment donat va ser la revista més gran en circulació al Canadà, Mèxic, Espanya, Suècia, Perú i altres països, amb una circulació internacional total de 23 milions.
El format de la revista durant diverses dècades consistia en 30 articles per número (un per dia), juntament amb un qüestionari de vocabulari "Increase your Word Power" (Augmenta el teu poder de les paraules), una pàgina d'"Anècdotes divertides" i "Visualitzacions personals", dues caricatures titulades "Humor en uniforme" i "La vida en aquests Estats Units", i un article més llarg al final, normalment condensat a partir d'un llibre publicat. Altres secccions habituals van ser "My Most Unforgettable Character" (El meu personatge més inoblidable), les històries de supervivència "Drama in Real Life" (Drama a la vida real) i més recentment "That's Outrageous" (Això és indignant). Tots ells s'enumeraven a la taula de continguts de la portada. Cada article va ser precedit per un dibuix de línia petit i senzill. En temps més recents, el format va evolucionar cap a gràfics cridaners, acolorits i atractius a tot arreu, i molts fragments curts de dades intercalats amb articles complets. La taula de continguts es troba ara dins. Del 2003 al 2007, la contraportada va incloure "Our America", pintures de situacions capritxoses a l'estil Rockwell de l'artista C. F. Payne. Una altra secció mensual d'assessorament al consumidor és "El que [gent de diverses professions] no et dirà" amb una professió diferent destacada cada vegada.
La primera columna "Word Power" de la revista es va publicar a l'edició de gener de 1945, escrita per Wilfred J. Funk. El desembre de 1952, la revista va publicar "Cancer by the Carton", una sèrie d'articles que relacionaven fumar amb el càncer de pulmó i aquest tema es va repetir més tard en altres articles.
Del 2002 al 2006, Reader's Digest va dur a terme un concurs de vocabulari a les escoles dels Estats Units anomenat Reader's Digest National Word Power Challenge. L'any 2007, la revista va dir que no tindria el concurs per al curs escolar 2007–08: "... sinó que utilitzaria el temps per avaluar el programa en tots els aspectes, inclosos l'abast, la missió i el model d'implementació".
El 2006, la revista va publicar tres edicions més en llengua local a Eslovènia, Croàcia i Romania. L'octubre de 2007, el Digest es va expandir a Sèrbia, mentre que la revista va deixar de publicar-se a Itàlia el desembre de 2007. La revista es va llançar a la República Popular de la Xina el 2008 i es va publicar fins al 2012.
Per a l'any 2010, l'edició nord-americana de la revista preveia reduir la seva tirada a 5,5 milions, de 8 milions, per publicar-ne 10 vegades l'any en lloc de 12, i augmentar l'oferta digital. També va reduir la seva garantia de circulació per als anunciants a 5,5 milions de còpies de 8 milions. En anunciar aquesta decisió, el juny de 2009, la companyia va dir que tenia previst reduir el seu nombre de perfils de celebritats i seccions pràctiques, i augmentar el nombre d'històries espirituals i històries inspiradores sobre l'exèrcit.
A partir del gener de 2013, l'edició nord-americana es va augmentar a 12 vegades l'any.

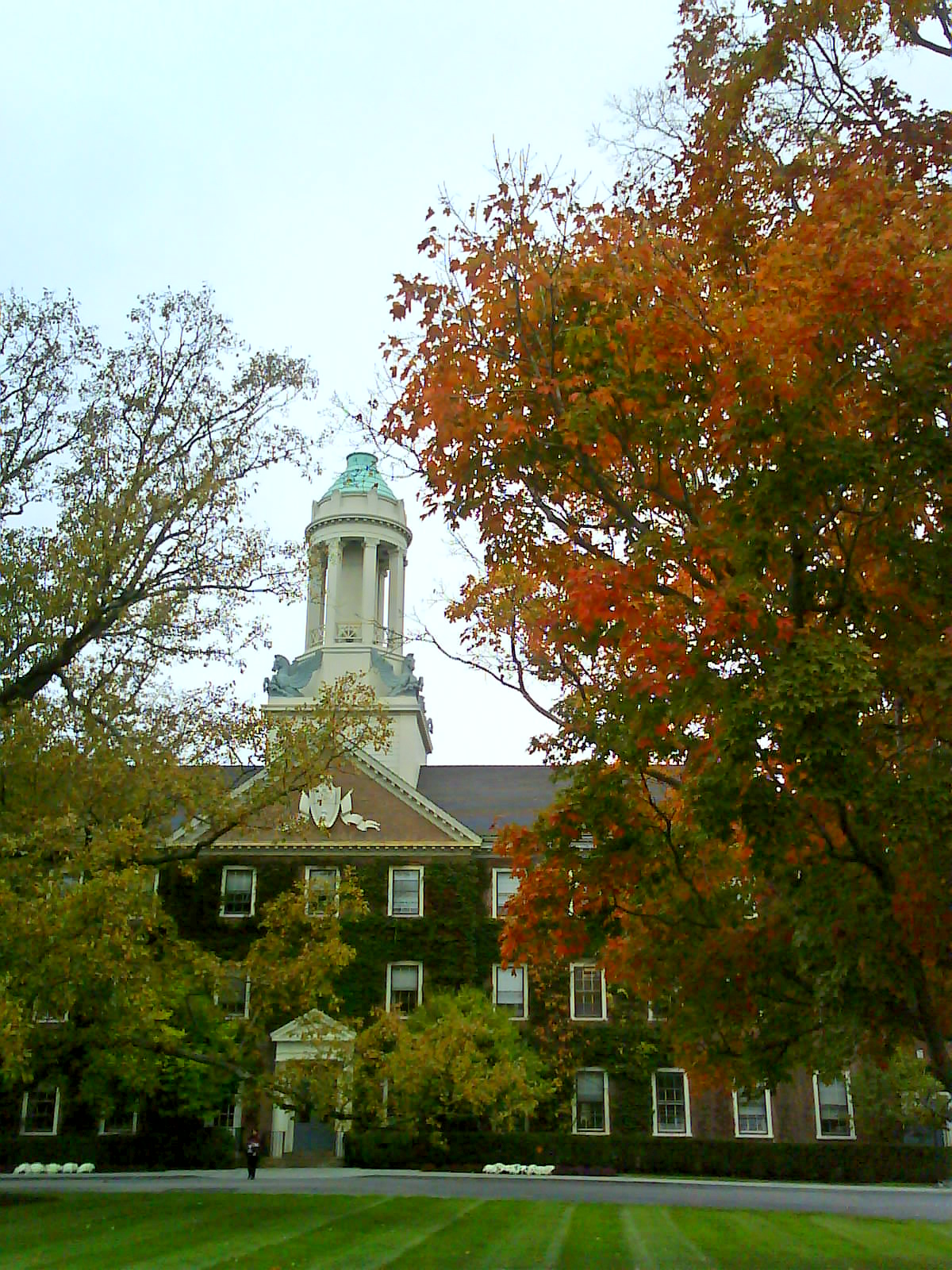
Antic edifici del Reader's Digest a Chappaqua, Nova York

### Organització i propietat empresarial
El 1990, l'empresa matriu de la revista, The Reader's Digest Association, Inc. (RDA), es va convertir en una corporació pública. Des del 2005 fins al 2010, RDA va reportar una pèrdua neta cada any.
El març de 2007, Ripplewood Holdings LLC va liderar un consorci d'inversors de Capital d'inversió que van comprar l'empresa mitjançant una compra apalancada per 2.800 milions de dòlars, finançat principalment per l'emissió de 2.200 milions de deutes. Ripplewood va invertir 275 milions de dòlars dels seus propis diners i va tenir socis com Rothschild Bank of Zürich i GoldenTree Asset Management de Nova York. L'acord de capital privat va triplicar els pagaments d'interessos de l'associació, fins als 148 milions de dòlars anuals.
El 24 d'agost de 2009, l'RDA va anunciar que havia presentat al tribunal de fallides dels EUA una fallida concertada per continuar les operacions i per reestructurar el deute de 2.200 milions de dòlars dels EUA assumit per la transacció de compra palanca. L'empresa va sortir de la fallida amb els prestadors intercanviant deute per accions, i tota la inversió en capital de Ripplewood es va extingir.
L'abril de 2010, la branca del Regne Unit va ser venuda a la seva direcció. Té un acord de llicència amb l'empresa nord-americana per continuar publicant l'edició del Regne Unit.
El 17 de febrer de 2013, RDA Holding es va declarar en fallida per segona vegada. La companyia va ser comprada per 1 £ per Mike Luckwell, un capitalista de risc i una vegada el major accionista de WPP plc. Aquest el va vendre el 2018 a Gary Hopkins, que va ser fins a l'octubre de 2016 el director general de Reader's Digest.

## Llibres
Reader's Digest publica bimensualment una sèrie d'antologies de tapa tova anomenada Reader's Digest Select Editions (abans coneguda com a Reader's Digest Condensed Books). Durant la dècada de 1970, també hi va haver una Reader's Digest Press, que publicava obres originals de no ficció.
A Alemanya, Reader's Digest té una editorial pròpia anomenada Verlag Das Beste que no només publica l'edició alemanya de la revista Reader's Digest. Des de 1955, publica Reader's Digest Auswahlbücher (una edició alemanya de Reader's Digest Condensed Books). A més de publicar la revista, l'editor és especialment conegut a Alemanya per l'antologia de ciència-ficció Unterwegs in die Welt von Morgen (El camí del demà), que consta de 50 llibres de tapa dura de volums de novel·les clàssiques de ciència-ficció (com ara Stranger in a Strange Land de Robert A. Heinlein, 2001 d'Arthur C. Clarke, o Fahrenheit 451 de Ray Bradbury, normalment dues novel·les per volum) publicades entre 1986 i 1995. Les sèries de llibres més recents de l'editor inclouen Im Spiegel der Zeit (Reflexions dels temps, una sèrie de reportatges recents de diaris o revistes) i Klassiker der Weltliteratur (Clàssics de la literatura mundial).
A més, Readers Digest va reimprimir la literatura clàssica en tapa dura. Rebecca de Daphne du Maurier, Roughing It de Mark Twain i My Ántonia de Willa Cather es trobava entre aquesta sèrie de llibres.